# Райхенов, Антон
Антон Райхенов (также Рейхенов, нем. Anton Reichenow; 1 августа 1847, Шарлоттенбург — 6 июля 1941, Гамбург) — немецкий орнитолог.
Антон Райхенов стал в 1874 году ассистентом в музее естествознания в Берлине. В 1888 году он как наследник своего тестя Жана Луи Кабаниса (1816—1906) был ответственным за орнитологическое отделение. В 1906 году он был директором музея. В 1893 году он был генеральным секретарём Немецкого общества орнитологов.
С 1872 по 1873 годы он предпринял научную экспедицию к Берегу Слоновому Кости, а также в Габон и Камерун вместе с Р. Бухгольцем. Он исследовал животных, которых привёз его друг Густав Адольф Фишер (1848—1886), умерший вскоре после своего возвращения из Африки.
С 1893 по 1921 годы Райхенов был главным редактором журнала по орнитологии Journal für Ornithologie. В это время он публиковал также орнитологические месячные отчёты. После своего выхода на пенсию в 1921 году он уехал в Гамбург, где затем активно сотрудничал с тамошним Зоологическим музеем.
Как специалист по птичьему миру Африки он опубликовал 3 тома книги «Птицы Африки» (Die Vögel Afrikas) (с 1900 по 1905 годы). Они создали основу для исследований фауны этого континента. Коллекции музея естествознания в Берлине значительно пополнились. Кроме птиц он занимался также рептилиями и амфибиями.

## Публикации
- Die Negervölker in Kamerun (Берлин, 1873)
- Die deutsche Kolonie Kamerun (Берлин, 1884)
- Die Vogelwelt von Kamerun (1890—1892)
- Die Vogelfauna der Umgegend von Bismarckburg (1893)
- Die Vögel Deutsch-Ostafrikas (Берлин, 1894)
- Vögel des Weltmeeres (1908)
- Die Vögelfauna des mittelafrikanischen Seengebiets (Лейпциг, 1911)
- Die ornithologischen Sammlungen der zoologischbotanischen Kamerunexpedition (Берлин, 1911)
- Die Vögel. Handbuch der systematischen Ornithologie (Штутгарт, 1913)